# Алифатические соединения
Алифатические соединения (от греч. ἄλειφα, род. пад. ἀλείφατος — «олифа», «масло», «жир») в органической химии — соединения, не содержащие в своей структуре ароматических фрагментов. Алифатические соединения могут содержать открытые (ациклические соединения) или замкнутые (алициклические или циклоалифатические соединения) углеродные цепи. Иногда к алифатическим соединениям относят только ациклические, а алициклические выделяют в отдельный класс.

## Общая информация
В органической химии соединения разделяются на два класса: ароматические — содержащие бензольное кольцо и другие подобные замкнутые структуры, и алифатические соединения, которые их не содержат. В алифатических соединениях атомы углерода могут соединяться между собой в прямые цепочки, разветвлённые цепочки или кольца (в последнем случае они называются алициклические соединения). Атомы углерода могут соединяться одинарными связями (алканы), двойными связями (алкены), и тройными связями (алкины). Кроме водорода к углеродной цепочке могут присоединяться и другие элементы, наиболее распространённые — кислород, азот, сера, галогены.
Простейшим алифатическим соединением является метан (СН4).
Алифатические соединения включают алканы и их производные, такие как жирные кислоты, алкены (напр. этилен) и алкины (напр. ацетилен).
Многие алифатические соединения горючи, что позволяет использовать их, в частности углеводороды (метан), спирты (этанол) в лабораторных горелках Бунзена и спиртовках; ацетилен используется в сварке.

## Ациклические соединения
Ациклические соединения — органические соединения, в молекулах которых отсутствуют циклы, и все атомы углерода соединены между собой в прямые или разветвлённые (открытые) цепи. Различают две основные группы ациклических соединений — насыщенные (предельные) углеводороды, у которых все атомы углерода связаны между собой только простыми связями (напр., алканы), и ненасыщенные (непредельные) углеводороды, у которых между атомами углерода имеются, кроме простых (одинарных) связей, также двойные, тройные связи (напр., алкены, диены и другие ациклические олефины, алкины), а также их производные, содержащие функциональные группы.

Этан (структурная формула)
Изобутан (структурная формула)
Ацетилен (структурная формула)
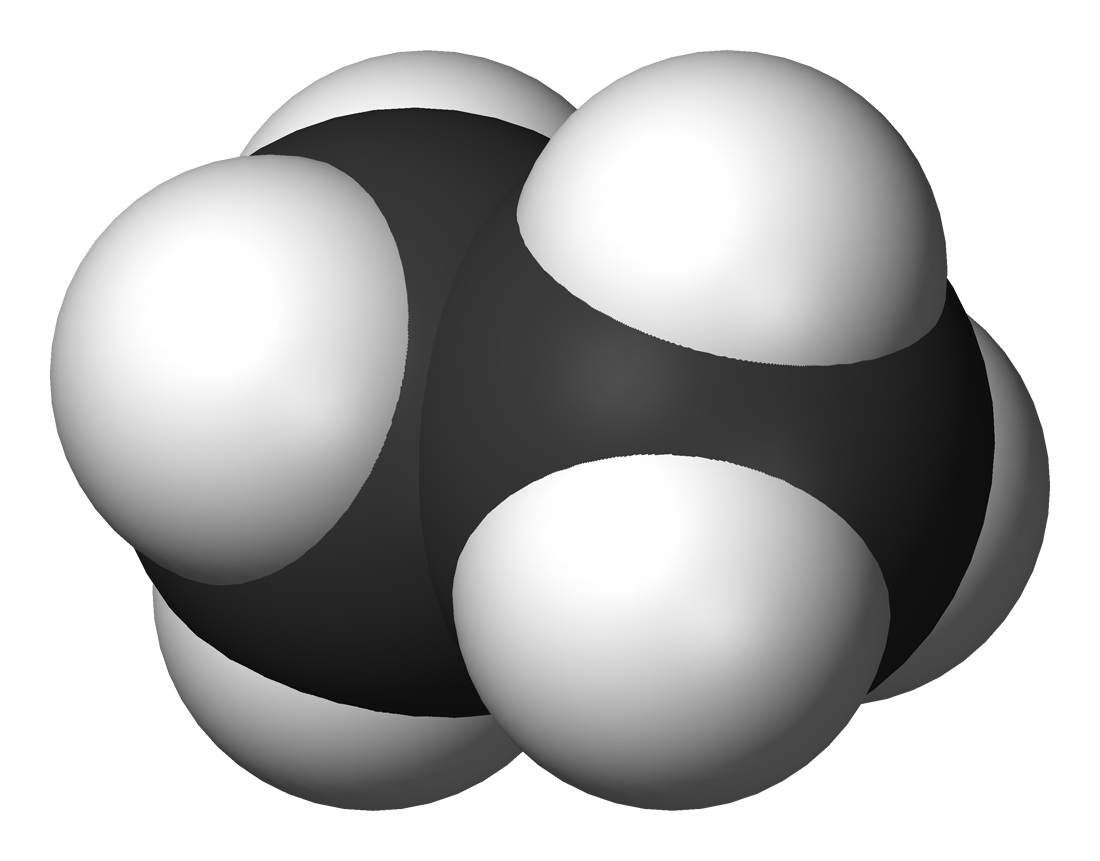
Этан (трёхмерная модель)
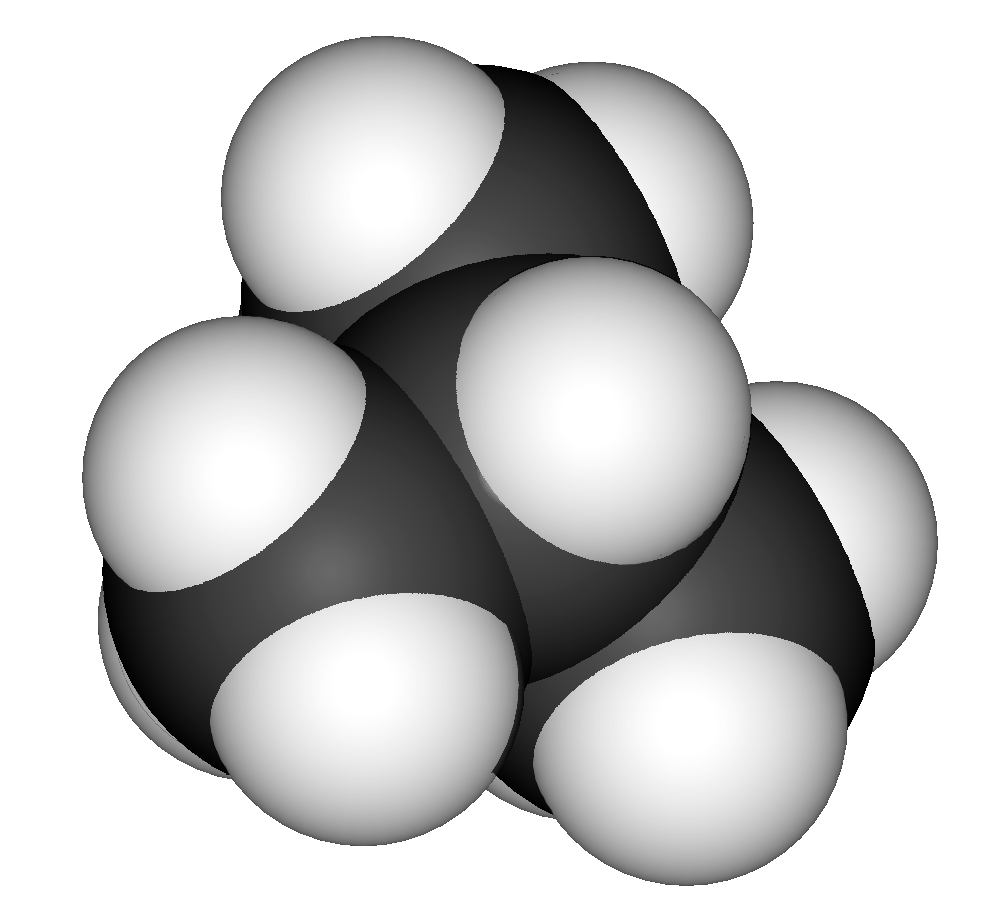
Изобутан (трёхмерная модель)
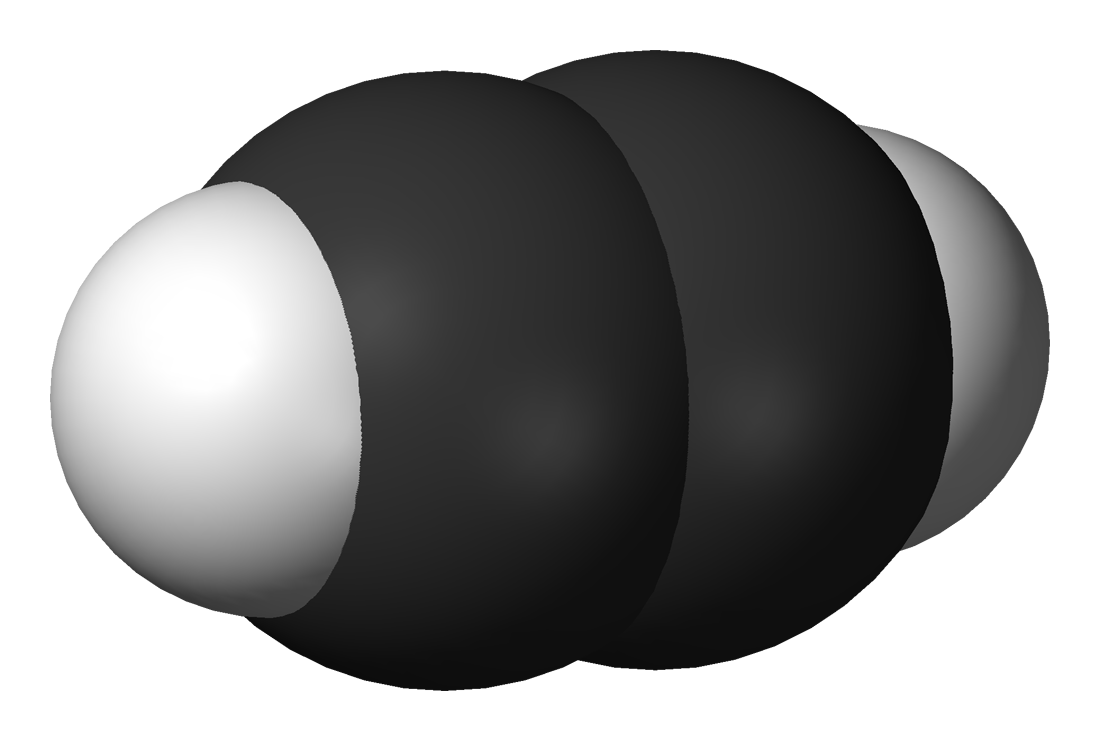
Ацетилен (трёхмерная модель)

## Алициклические соединения
Алициклические соединения — семейство алифатических соединений, молекулы которых содержат насыщенные или ненасыщенные неароматические циклы, состоящие из атомов углерода. Типичными представителями алициклических соединений являются циклоалканы, циклоалкены, многие бициклические и каркасные соединения, а также их производные, содержащие функциональные группы.

Циклопропан (структурная формула)
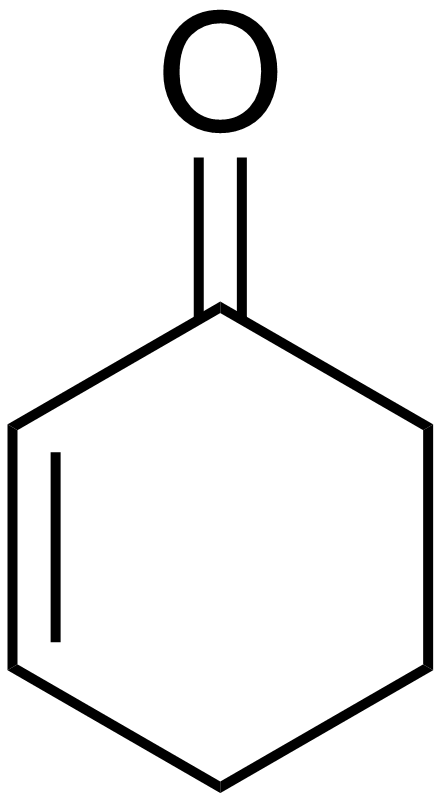
Циклогекс-2-енон ( структурная формула)
Кубан (структурная формула)
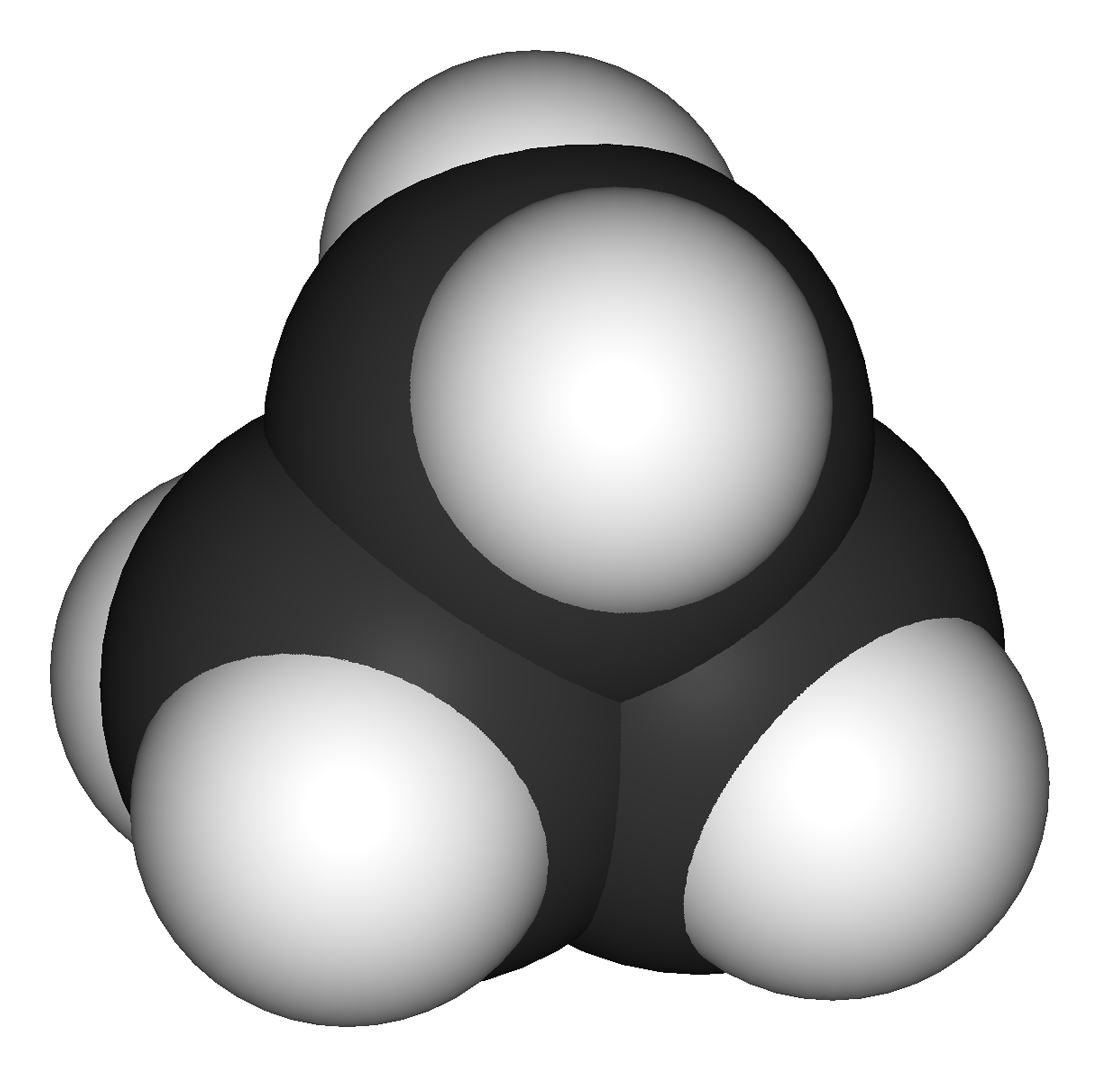
Циклопропан (3D-формула)
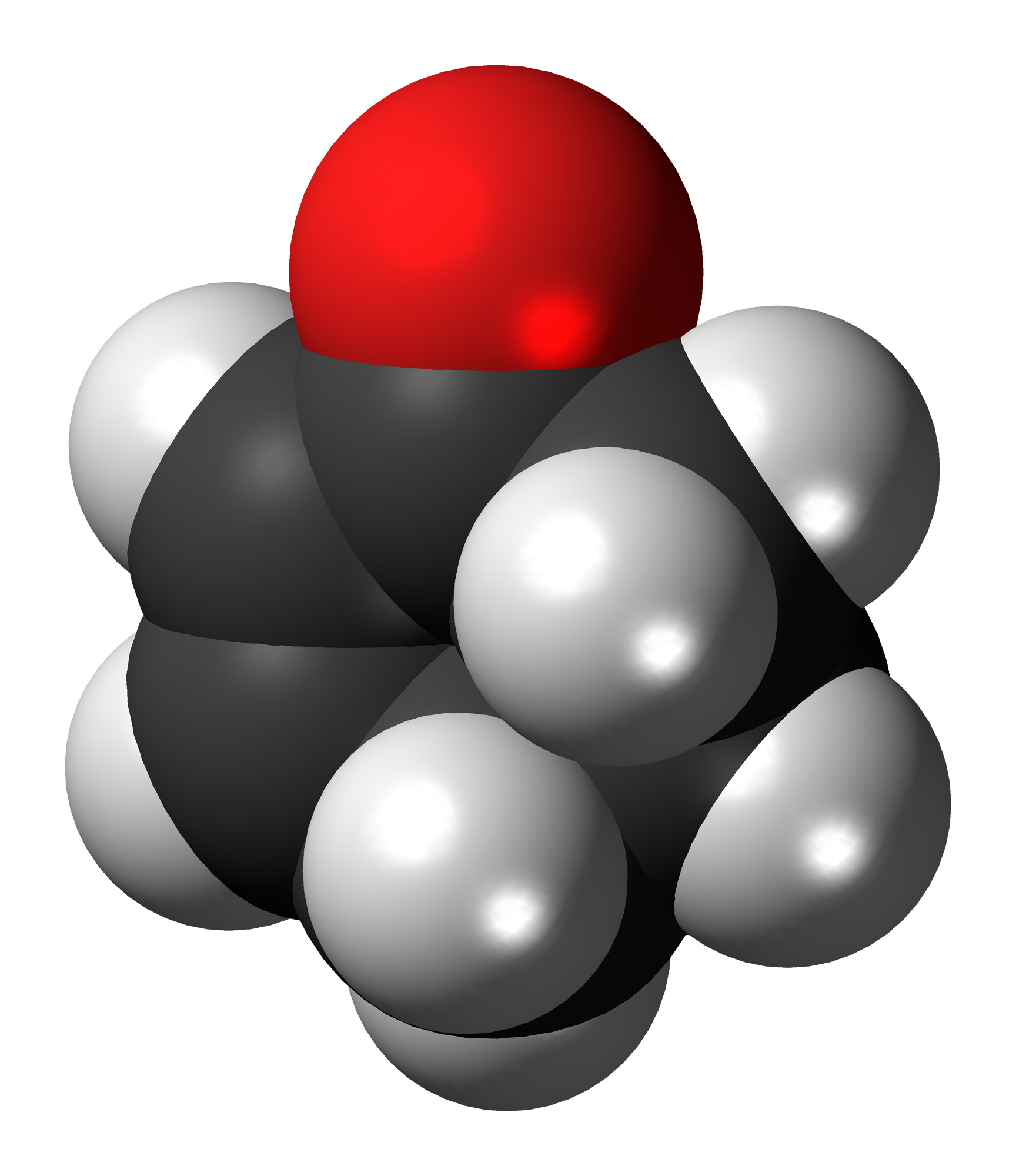
Циклогекс-2-енон (3D-формула)
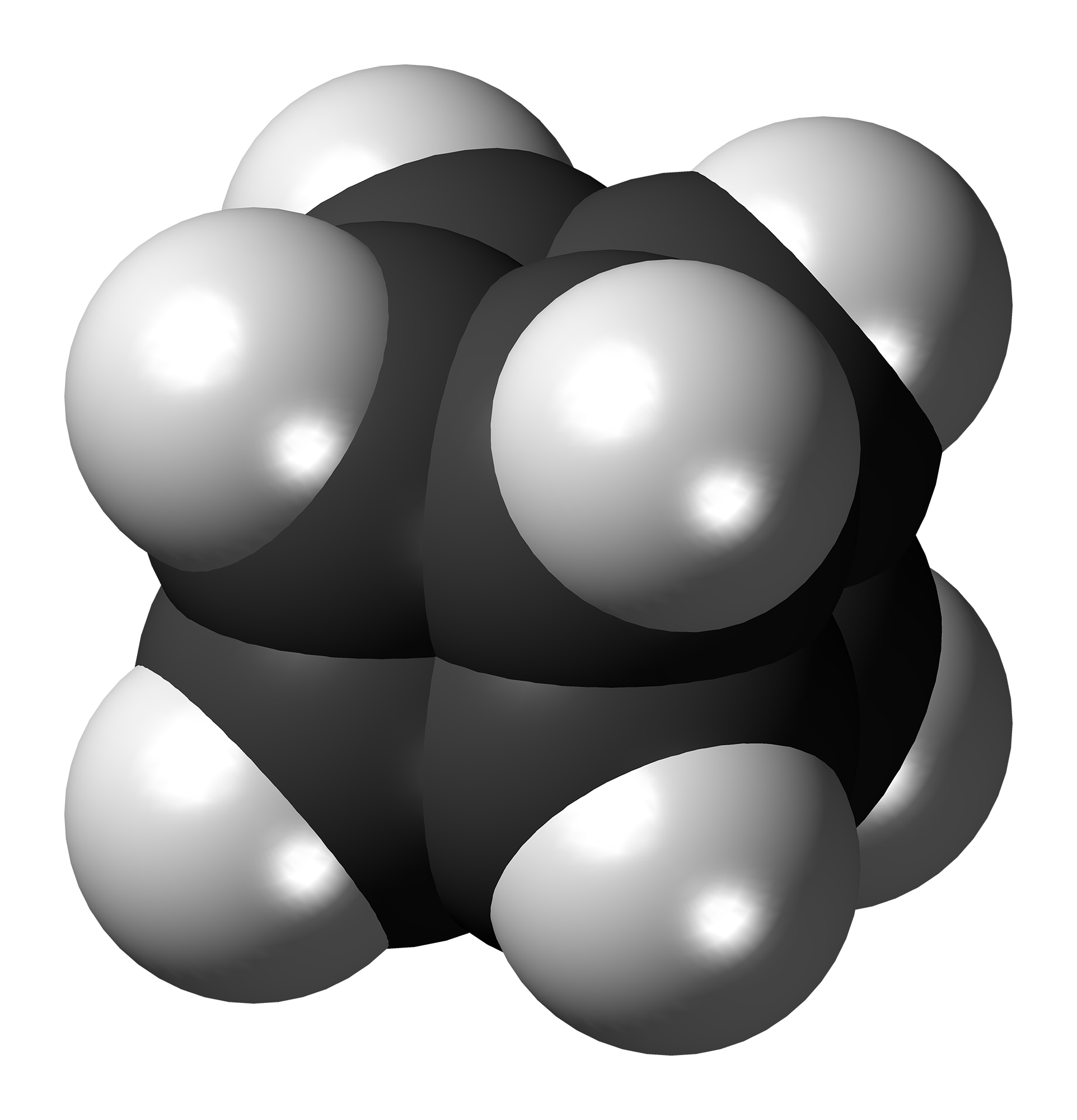
Кубан (3D-формула)